# 東武 (スーパーマーケット)
株式会社東武（とうぶ）は、北海道標津郡中標津町に本社を置き、北見市に本店を置くスーパーマーケットを展開する企業。1969年（昭和44年）設立。中標津本社にあるショッピングセンター「東武サウスヒルズ」、北見本店の「東武イーストモール」同じく北見市に本社機能を置く「株式会社CHC」及び「株式会社東北海道トラベル」を運営する。
なお、大手私鉄系の東武グループとは無関係である。

## 概要
中標津町では唯一の地元スーパーとして、地域密着・他社との差別化による独自路線を推し進めている。
会社設立4年後の1973年（昭和48年）、1号店となる「ショッピングセンター東武」を開業。2005年（平成17年）10月、ショッピングセンター東武を移転し「東武サウスヒルズ」として開業。
1982年（昭和57年）にはダイエーと商品供給提供契約を締結し、同社のプライベートブランド「セービング」商品などを取り扱った。1995年（平成7年）に同社とフランチャイズ契約を締結。2006年（平成18年）にはフランチャイズ契約を解除されるも、その頃の名残りとして元ダイエーグループのディスカウントストア「ビッグ・エー」のプライベートブランド商品を扱っている。
イオングループではないものの、ダイエーとイオンの資本提携後、一時期同グループのプライベートブランド「トップバリュ」商品を取り扱っていた。また各店舗のテナントとしてイオングループのアスビーファムやモーリーファンタジー（サウスヒルズのみ）が出店している。
ダイエーとの提携解消後、独立系スーパーにしては珍しくCGCなどの共同仕入機構には加盟していない。一方、プライベートブランドに関しては前述のビッグ・エーの他にコストコや成城石井のオリジナル商品などを仕入れて販売している。

### シンボルマーク・キャラクター
シンボルマークは、ひらがなの「と」を左向きのハトにデザインしたものである。
株式会社東武のローカルヒーローとして「TOBUレンジャーギガルス」がいる。

## 沿革
- 1969年（昭和44年）2月4日 - 会社設立[1]。
- 1973年（昭和48年） - 1号店「ショッピングセンター東武」を開業[1]。
- 1982年（昭和57年） - ダイエーと商品供給提供契約を締結[5]。
- 1995年（平成7年）
  - ダイエーとフランチャイズ契約を締結[3]。
  - 9月22日 - 2号店「東武端野店」を端野町（現：北見市）に開業[8]。
- 2003年（平成15年） - 東武端野店をスーパーセンターに業態転換し「スーパーTマート東武」と改称[9][10][11]。
- 2005年（平成17年）7月1日 - ショッピングセンター東武を移転し「東武サウスヒルズ」として開業[1][12][4]。
- 2006年（平成18年） - ダイエーとのフランチャイズ契約を解除[3]。
- 2010年（平成22年） - スーパーTマート東武をショッピングセンターに転換し「東武イーストモール」と改称。

## 店舗

### 東武サウスヒルズ中標津店

#### テナント
各店舗の詳細は、東武サウスヒルズ公式サイト「テナントのご案内」を参照。
ファッション
- アスビーファム 新中標津店
- ハニーズ 中標津店
- 西松屋 中標津サウスヒルズ店（子供服・ベビー用品）
- キッズジャム 東武サウスヒルズ店（子供服）
- ムージョンジョン 中標津店（子供服）
- パティズ 中標津店（雑貨）
- ピーク 中標津サウスヒルズ店（婦人服）
- ライトオン 中標津サウスヒルズ店

ライフスタイル
- docomoショップ 中標津店（株式会社東武傘下のCHCが運営）
- グーブルパーク（パチンコ店）
- くまざわ書店 中標津店
- コインランドリー東武サウスヒルズ店
- すずき 中標津東武サウスヒルズ店（時計・眼鏡）
- とみおかクリーニング 東武店（札幌市の株式会社ハッピーツリーの運営）
- カメラの六峰社 中標津店
- モーリーファンタジー（ゲームセンター）
- 中央歯科医院
- 大地総合保険 東武店
- 東北海道トラベル・ハートフルツアー 中標津店

レストラン
- マクドナルド 中標津東武店
マクドナルドの日本最東端の店舗かつ根室振興局管内唯一の店舗である[14]。オープンキッチンを備えている[14]。
- ケンタッキーフライドチキン・ピザハット 中標津店
- ミスタードーナツ 中標津東武ショップ
- サーティワンアイスクリーム 東武サウスヒルズ店
帯広市の株式会社ルーキーファームのFC運営。
- ドトールコーヒー 中標津店
- La' Kinko 東武サウスヒルズ店（イタリアンレストラン）
- そば処 福住 中標津サウスヒルズ店
- パティスリーぷちどーる 東武サウスヒルズ店（洋菓子）
- パン工房 どりーむ 中標津店（ベーカリー）
- ビスターレビスターレ 中標津店（カレー）

過去のテナント
- ピーターパンエクスプレス
跡地にはケンタッキーフライドチキンが出店。
- 雑貨シーハーズ（跡地はパティズ)
- らんらんらんど 中標津店
モーリーファンタジーに転換。
- 美容室 髪ひこうき
移転。跡地はキッチン教室スペース「クレエブラン」。

#### アクセス
国道272号沿いに位置しており、町立中標津病院に近接している。沿道には「フレスポ中標津」などのロードサイド店舗が立地している。
- 中標津町営バス・阿寒バス・根室交通「東武サウスヒルズ前」バス停下車

### 東武イーストモール端野店
東武イーストモール端野店（とうぶイーストモールはだのてん）は、北海道北見市にあるショッピングセンターである。
1995年（平成7年）、端野町（現：北見市）に東武の2号店「東武端野店」として開店。当時はダイエーの看板も掲げていた。2003年（平成15年）、スーパーセンターに業態転換し「スーパーTマート東武」と改称するとともに、24時間営業を開始した。2010年（平成22年）よりショッピングセンターに業態転換し「東武イーストモール」と改称した。

#### テナント
各店舗の詳細は、東武イーストモール公式サイト「テナントのご案内」を参照。
ファッション
- アスビーファム 東武店
- アヴァンティ（婦人服）
- suzutan COVERY 東武イーストモール端野店

ライフスタイル
- ピュア 端野店（100円ショップ）
- docomoショップ 端野店（株式会社東武傘下のCHCが運営）
- Hair's JET（10分間カット）
- YOU美容室　東武店
- アミューズメントシティ（ゲームセンター）
- フラワーショップ タマキ
- 千里堂メガネ北見店 メガネのウインク
- 東北海道トラベル・ハートフルツアー 北見本店（株式会社東武傘下の運営）

レストラン
- そば処 福住 端野店
- シュシュ・ド・クルール（フードコート）

## 過去に存在した店舗
- ショッピングセンター東武（1973年（昭和48年）開店‐ 2005年（平成17年）閉店、北海道標津郡中標津町東5条北1-1-1）
東武サウスヒルズへ移転する形で閉店。
建物の建て替え後、2008年（平成20年）4月にアークスグループの食品スーパー「フクハラ中標津店」が開店した[17]。

## ネットスーパー
「たすかーる」の名称でネットスーパーを運営している。会員費は中標津町と北見市の市街地周辺・計根別・標津町川北のみ月額税込550円、その他対象地域は月額税込880円。サブスクリプション制を採用しており、前述の会員費を払えば何回でも注文が可能だが、配達が週に数回しかない地域もある。
商品の価格は店頭と同額に設定されており、物によっては逆に安く売られていることもある。